# 캐슬바니아
《캐슬바니아》(Castlevania)는 코나미가 제작하는 호러 판타지 액션 어드벤처 비디오 게임 시리즈이다. 대대로 뱀파이어 헌터를 배출한 벨몬트 가문과 악의 군주 드라큘라 간의 끊없는 싸움에 초점을 두고 있다. 일본에선 일본에선 《악마성 드라큘라》(悪魔城ドラキュラ)라는 제목으로 발매됐다.
1986년 9월 26일 일본서 패미컴 디스크 시스템으로 발매된 〈캐슬바니아〉과 같은 해 10월 30일 MSX2로 발매된 개량판 〈뱀파이어 킬러〉로 시리즈가 시작됐으며, 이후 북미 및 유럽 지역에선 패밀리 컴퓨터 카트리지판으로 이식돼 출시됐다. 처음에 발매된 작품들은 주로 직선형 2D 플랫폼 게임이었으나, 〈사이먼의 원정〉같은 작품에선 열린 구조의 탐험 형식도 시도했다. 1997년에 발매된 〈밤의 교향곡〉에선 이보다 한발 더 나아가 RPG 요소와 비선형 맵 구조를 가진 메트로배니아 형식을 도입했다. 2001년부터 2008년까지 발매된 게임보이 어드밴스 및 닌텐도 DS 게임들도 또한 비선형 게임플레이에 집중했으며, 한편으론 닌텐도 64로 발매된 두 작품과 2010년대 초에 공개된 〈로즈 오브 섀도〉에선 3D 액션으로 방향을 틀었다.
비디오 게임 이외에 《캐슬바니아》 시리즈에 기반한 만화, 드라마 CD, 게임북도 출판됐으며, 2017년에는 〈드라큘라의 저주〉를 배경으로 한 동명의 애니메이션이 방영됐다. 그외에 〈꼬마 드라큘라〉같은 자체 패러디 게임이나 코나미의 다른 작품들에도 카메오로 등장했다.

## 게임
1986년에 패미컴 디스크 시스템으로 처음 발매된 〈캐슬바니아〉는 일직선형 플랫폼 게임으로 시작했으며, 뱀파이어 헌터의 가업을 물려받은 사이먼 벨몬트가 드라큘라가 지은 성을 돌파해 그를 격퇴시키는 내용을 다뤘다. 사이먼의 주무기는 벨몬트 가문에 대대로 내려온 성스러운 채찍 '뱀파이어 킬러'로, 이를 이용해 성 안의 괴물들이나 촛등을 공격하면 발생하는 '하트'들로 부메랑, 횃불, 단검 따위의 보조무기를 사용할 수 있다. 닌텐도의 〈슈퍼 마리오 브라더스〉처럼 주변의 지형을 잘 조사하면 체력이나 공격력을 증강시켜주는 아이템을 획득할 수도 있다. 후에 1989년 패미컴으로 발매된 〈캐슬바니아 III: 드라큘라의 저주〉는 이 게임에 이어 길을 선택할 수 있는 분기점이나 다른 인물을 조종할 수 있는 동료 시스템 등 여러 가지로 게임플레이를 발전시켰으며, 후속 기종으로 발매된 〈피의 론도〉, 〈슈퍼 캐슬바니아 IV〉, 〈블러드라인즈〉 등도 일직선형 진행 구조를 따라갔다.
한편 1986년 10월 MSX2로 발매된 〈뱀파이어 킬러〉는 패미컴 디스크 시스템으로 발매된 첫 작품과는 달리 열린 구조의 게임플레이를 시도했다. 넓은 성에서 열쇠를 얻고 잠긴 문을 개방한다는 점에서 같은 해 발매된 닌텐도의 〈메트로이드〉와 비슷한 점을 보였다. 1987년에 발매된 〈캐슬바니아 II: 사이먼의 원정〉은 그보다 한 발 더 나아가 자유대로 여행할 수 있는 월드 맵을 제시하여, 플레이어가 진행에 필요한 장비 및 보조물품들을 구해서 점차 능력을 강화하는 액션 롤플레잉 게임의 모습을 띠었다. 또한 낮과 밤이 실시간으로 뒤바뀌어 게임을 클리어하는 데 걸리는 시간에 따라 결말이 바뀌는 멀티엔딩을 도입했다. 반면 1989년에 발매된 〈캐슬바니아 III: 드라큘라의 저주〉는 1편의 일직선형 구조로 회귀했으나, 선택한 길에 따라 플레이가 달라지는 다중 스테이지 구조와 세 명의 새로운 캐릭터 등 여러 번의 플레이를 통해서 게임 전체를 즐기기를 권장하는 기능들을 선보였다.
1997년 플레이스테이션으로 발매된 〈캐슬바니아: 밤의 교향곡〉에서 시리즈는 또다른 전환점을 맞이했다. 이전 〈사이먼의 원정〉에서 일부 소개됐던 비선형 진행방식을 더 확장해, 열린 구조의 맵을 다니면서 점점 활동영역을 넓혀가는 탐험형 게임으로 재탄생했다. 소설표지 아야미 코지마가 담당한 독특한 화풍과 《메트로이드》와 비교되는 비선형 게임플레이로 자리를 잡은 캐슬바니아 시리즈는 이후 2001년 게임보이 어드밴스로 발매된 〈캐슬바니아: 서클 오브 더 문〉부터 2008년 닌텐도 DS으로 발매된 〈캐슬바니아: 오더 오브 에클레시아〉까지 이어졌다.
한편 닌텐도 64로 발매된 〈캐슬바니아 (1999)〉부터 시작해 3D 그래픽으로의 도약도 시작했고, 발매 직후 등장한 완전판 〈캐슬바니아: 암흑의 유산〉을 통해 게임플레이를 좀 더 다듬었다. 이후에는 전투 중심의 세련된 핵 앤 플래시 플레이로 화제를 모은 캡콤의 데빌 메이 크라이 시리즈에 영향을 받아, 플레이스테이션 2 및 엑스박스로 〈캐슬바니아 (2003)〉와 〈캐슬바니아: 어둠의 저주〉가 제작됐다. 2010년에는 기존 시리즈로부터 완전히 분리된 〈캐슬바니아: 로즈 오브 섀도〉를 시작으로 《갓 오브 워》와 《언차티드》 시리즈에서 영향받은 영화적인 연출에 집중한 게임들을 발매했다.
본 시리즈 이 외에 게임보이로 발매된 〈캐슬바니아: 디 어드벤처〉 및 〈캐슬바니아 전설〉이나, 핸드폰 기종으로 발매된 퍼즐 게임이나 〈캐슬바니아: 밤의 앙코르〉와 F2P 게임 〈캐슬바니아: 그리모어 오브 소울즈〉도 제작됐다.

## 반응
| Game                             | 게임랭킹스                                  | 메타크리틱                      |
| -------------------------------- | ------------------------------------------- | ------------------------------- |
| 캐슬바니아                       | 70.92% (GBA)                                | -                               |
| Simon's Quest                    | -                                           | -                               |
| The Adventure                    | 55.07%                                      | -                               |
| Dracula's Curse                  | -                                           | -                               |
| Belmont's Revenge                | 83.50%                                      | -                               |
| en:Super Castlevania IV          | 82.06%                                      | -                               |
| Bloodlines                       | 83.50%                                      | -                               |
| Dracula X                        | 71%                                         | -                               |
| Symphony of the Night            | 93.03%                                      | 93                              |
| Legends                          | 52.88%                                      | -                               |
| 캐슬바니아 64                    | 72.71%                                      | 78                              |
| Legacy of Darkness               | 63.80%                                      | -                               |
| Circle of the Moon               | 88.32%                                      | 91                              |
| Chronicles                       | 73.53%                                      | 69                              |
| Harmony of Dissonance            | 85.12%                                      | 87                              |
| Aria of Sorrow                   | 87.86%                                      | 91                              |
| Lament of Innocence              | 78.72%                                      | 79                              |
| Dawn of Sorrow                   | 90.35%                                      | 89                              |
| Curse of Darkness                | 70.37% (PS2)                                | 70 (PS2)                        |
| Portrait of Ruin                 | 84.98%                                      | 85                              |
| The Dracula X Chronicles         | 81.40%                                      | 80                              |
| Judgment                         | 51.59%                                      | 49                              |
| Order of Ecclesia                | 85.67%                                      | 85                              |
| The Adventure ReBirth            | 81.10%                                      | 82                              |
| Encore of the Night              | 74.88% (iOS)                                | 80 (iOS)                        |
| Harmony of Despair               | 70.96% (Xbox 360) 66.88% (PS3)              | 68 (PS3) 67 (Xbox 360)          |
| Lords of Shadow                  | 82.70% (Xbox 360) 83.33% (PS3) 77.40% (PC)  | 85 (PS3) 83 (Xbox 360) 81 (PC)  |
| Lords of Shadow - Mirror of Fate | 71.81% (3DS) 74.00% (Xbox 360) 63.75% (PS3) | 72 (3DS) 73 (Xbox 360) 70 (PS3) |
| Lords of Shadow 2                | 71.00% (Xbox 360) 63.12% (PS3) 58.10% (PC)  | 70 (Xbox 360) 63 (PS3) 60 (PC)  |